# Soumostí

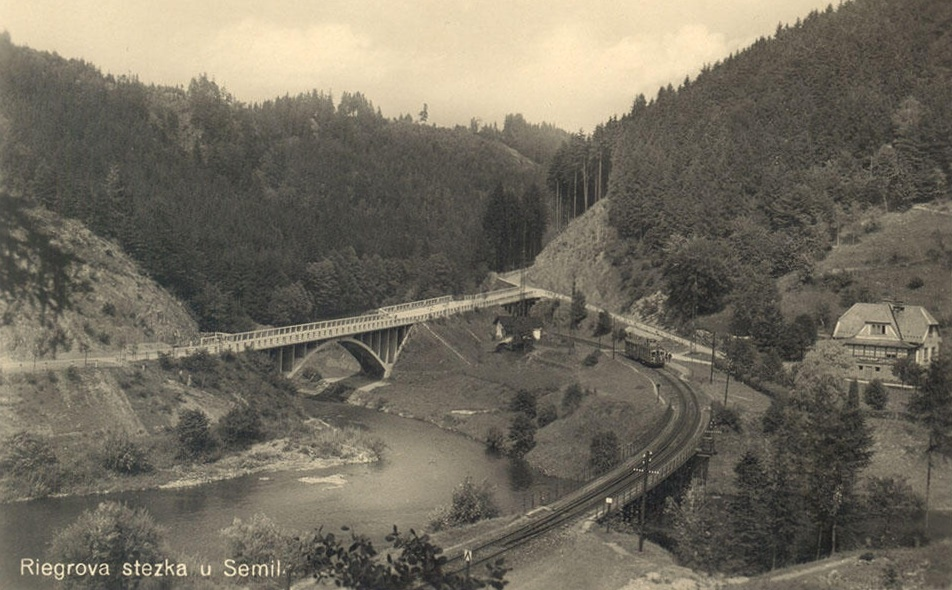
Soumostí silničních mostů u Spálova krátce po dokončení v roce 1938.

Soumostí tvoří dva i více na sebe vzájemně navazující mosty nebo jejich části, překonávající různé druhy překážek (vodní díla, vodní toky, silniční a železniční tahy, záplavová území ap.). Soumostím se nazývají také blízko sebe stojící, vzájemně nenavazující mosty, které překonávají stejnou (většinou vodní překážku).
Naopak soumostím se nenazývá most se samostatnými, oddělenými, protisměrnými jízdními pruhy.

## Příklady
- soumostí Lahovické estakády a silničního mostu na Pražském okruhu, překlenující údolí Vltavy a Berounky před jejich soutokem (nazývané též Radotínský most)
- soumostí Libeňský most tvořené 10 navazujícími mostními objekty (6 mostů a 4 mostní objekty) spojující přes řeku Vltavu v Praze levobřežní čtvrť Holešovice s pravobřežní Libní
- soumostí na silnici II/610 mezi Brandýsem nad Labem a Starou Boleslaví včetně zvedacího mostu č. 015 k zvýšení průplavu na řece Labi
- soumostí silničních mostů u Spálova, ev. č. 288-006 a 288-007 přes řeku Kamenici a přes železniční trať 035 Železný Brod – Tanvald[1]
- soumostí Tyršův most v Litoměřicích, mosty ev.č. 15-040, 15-041, 15-042 a 15-043 na silnici I/15, překonávající řeku Labe, železniční trať a  dvě inundační území[2]
- soumostí mimoúrovňového propojení silnice II/468 a průmyslové zóny Baliny v Třinci tvořené čtyřmi mostními objekty vzájemně na sebe navazujícími tzv. „srdcovkou“, která spojuje všechny mostní objekty v jeden konstrukční a dilatační celek. Jedná se o dva ocelobetonové obloukové mosty s dolní mostovkou přes železniční trať (SO 201) a silnici II/468 (SO 202), most na rampě směrem do Třince (SO 203) a most na rampě směrem z Českého Těšína (SO 204). Celé soumostí půdorysně připomíná tvar maltézského kříže[3]
- soumostí přes řeku Berounku v Plzni, tvořené dočasně 4 mosty v těsné blízkosti (novým, provizorním vojenským, který nahradil kvůli havarijnímu stavu původní most, železničním a původním historickým) spojujícími dva velké plzeňské obvody, Severní Předměstí a Doubravku[4]
- soumostí Orlovský most tvořené dvěma souběžnými silničními mosty v Považské Bystrici na silnici číslo II/517, které překonávají řeku Váh a železniční trať Bratislava–Žilina